# 加藤大樹
加藤 大樹（かとう だいき、本名および旧芸名：加藤 寿（かとう ひさし）、1950年10月21日 - ）は、日本の元俳優・スタントマン。
秋田県出身。秋田県立米内沢高等学校卒業。富士オフィス、東映俳優センターに所属していた。

## 人物
高倉英二に師事し、若駒冒険グループに入団。スーツアクターなどのスタントマンとして、特撮ヒーロー物を中心に活動する。
『トリプルファイター』（TBS）のケリー岩崎役で俳優としてもデビューを果たし、『スーパーロボット レッドバロン』（日本テレビ）ではレギュラーである坂井哲也隊員役に抜擢された。
スタントマン仕込みの高度なアクションと、長身で精悍（）なマスクから人気が出てシリーズ続編の『スーパーロボット マッハバロン』でも白坂譲司隊員役で引き続きレギュラー出演する。これらを機会に役者としても活躍するようになり、刑事ドラマを中心に出演した。
1978年公開の映画『皮ジャン反抗族』（東映）から、芸名を本名の「加藤 寿」から「加藤 大樹」に改名した。松田優作と共演することが多く、『探偵物語』の最終回で松田演じる工藤俊作に地下道で殺害されるスローモーションシーンは強烈な印象を残した。
1979年放映開始の『仮面ライダー (スカイライダー)』（毎日放送）では主役オーディションを受けたものの、合格に至らなかった。講談社の『仮面ライダー大全集』には、その際の写真が掲載されている。
日本を活躍の舞台とした香港製作のブルース・リー作品『死亡の塔』（1981年）に出演した。しかしながら1981年当時既にブルース・リーは故人であり、本作では「ブルース・リーのそっくりさん」との共演を果たしている。
『あぶない刑事』シリーズには、港署交通課・若原巡査役でレギュラー出演したが、ロケ中に実際の警官と間違われ、通行人に道を尋ねられたことが幾度かあったという。
特技は、乗馬、アクション。
1990年代初頭に芸能界を引退し、NPO法人森吉山ネイチャー協会理事長や、秋田県トライアスロン連合理事などを務めている。また、北秋田市の実家に帰り農業を営んでおり、主食用のあきたこまちや加工用のゆめおばこといった水稲の栽培の他、県の補助事業を活用したハウス栽培の菌床しいたけの生産をしている。

## 出演

### テレビドラマ
- シルバー仮面（1971年 - 1972年、TBS / 宣弘社） - シルバー仮面（スーツアクター）
- トリプルファイター（1972年、TBS / 円谷プロ） - ケリー岩崎
  - 第13話「孤独のケリー」
  - 第26話「さようなら トリプルファイター」
- 泣くな青春（1972年、CX / 東宝）
  - 第9話「割れた鏡」
  - 第17話「さらば番長」
- アイアンキング（1972年 - 1973年、TBS / 宣弘社） - アイアンキング（スーツアクター）、不知火順八郎
- スーパーロボット レッドバロン（1973年 - 1974年、NTV / 宣弘社） - 坂井哲也
- スーパーロボット マッハバロン（1974年 - 1975年、NTV / 日本現代企画） - 白坂譲司
- 太陽にほえろ!（NTV / 東宝）
  - 第85話「おやじに負けるな」（1974年） - 中光商事社員（田中の手下）
  - 第200話「すべてを賭けて」（1976年） - ホテルTOYOボーイ
  - 第494話「ジプシー刑事登場!」（1982年） - 森岡義弘（井岡正彦）※ノンクレジット
  - 第624話「張り込み」（1984年） - 島崎英和
  - 第681話「それでも貴方は女なの!」（1986年） - 倉本健二
- 秘密戦隊ゴレンジャー 第6話「赤い謎! スパイルートを海に追え」（1975年、NET） - イーグル隊員
- 少年探偵団（NTV / 日本現代企画） - 石垣和也
  - 第7話「10億円の埋蔵金 1」（1975年11月15日）
  - 第8話「10億円の埋蔵金 2」（1975年11月22日）
- 大河ドラマ（NHK）
  - 風と雲と虹と（1976年） - 良正の郎党
  - 花神（1977年） - 伊藤源助
- 特別機動捜査隊 第751話「金貸し一代」（1976年、NET / 東映） - 小山和夫
- 忍者キャプター 第37話「天堂無人の最後」（1976年、12ch / 東映） - 甲賀かげさそり
- 俺たちの朝 （NTV / 東宝） - 市原（いっちゃん）
  - 第37話「金沢と片想いとカッとなったら止まらない」（1977年7月31日）
  - 第38話「能登の海とウマの骨と涙の父」（1977年8月7日）
- 大都会 PARTIII 第4話「吠えるショットガン」（1978年、NTV / 石原プロ） - クレイジーホースのメンバー（銀ヘルメット）
- 若さま侍捕物帳 第18話「参上!! 悪女狩り」（1978年、ANB）
- 燃えろアタック 第27話「えっ!? リカがお見合い!?」（1979年、ANB） - 山際秀樹
- 特捜最前線 第111話「ラジオカセットのある殺人風景!」（1979年、ANB / 東映）
- コメットさん 第37話「白い恋がいっぱい」（1979年、TBS / 国際放映）
- 新五捕物帳（NTV / ユニオン映画）
  - 第64話「禁じられた十手」（1979年） - 多吉
  - 第121話「泣くな銀次」（1980年）
- ザ・スーパーガール 第20話「女の命は裸で守れ」（1979年、12ch / 東映） - 柴田
- 探偵物語（NTV / 東映ビデオ）
  - 第2話「サーフシティ・ブルース」（1979年） - 貝谷一郎
  - 第8話「暴走儀式」（1979年） - 岡島進
  - 第27話「ダウンタウン・ブルース」（1980年） - 平岡
- 鉄道公安官（1979年、ANB / 東映）
- 大江戸捜査網（12ch→TX / 三船プロ→ヴァンフィル）
  - 第405話「潜入 決死の悪人狩り」（1979年）
  - 第445話「夜空に賭けた女の慕情」（1980年） - 新吉
  - 第507話「傷だらけの人質救出作戦」（1981年）
  - 第568話「鈴の音はおんなの忍び泣き」（1982年） - 源三
  - 第623話「隠密同心狩り! 涙で結ぶ絆」（1983年） - 沢田富十郎
  - 第634話「俺も男だ! 落ちこぼれ親父」（1984年） - 西岡
  - 新 大江戸捜査網 第26話「さらば隠密同心」（1984年） - 相原
- 必殺仕事人 第32話「隠技待伏せ斬り」（1980年、ABC / 松竹） - 高岩源次郎
- 西部警察（ANB / 石原プロ）
  - 第21話「汚ない奴」（1980年） - 佐伯刑事
  - 第97話「第41雑居房」（1981年） - 丸谷宏
  - 第120話「消えた白バイ隊の謎」（1981年） - 赤塚進
- 同心部屋御用帳 新・江戸の旋風 第23話「源兵衛長屋に鶴が来た」（1980年、CX / 東宝） - 松川
- 爆走!ドーベルマン刑事 第13話「助けて!アレックス」（1980年、ANB / 東映）
- 斬り捨て御免! 第1シリーズ 第18話「女たちの仇討ち無情」（1980年、12ch /　歌舞伎座テレビ） - 宇之吉
- 非情のライセンス 第3シリーズ 第15話「兇悪のファミリー・殺意の重奏」（1980年、ANB / 東映）
- 柳生あばれ旅 第9話「雨の宿場に花一輪 -島田-」（1980年、ANB / 東映）
- プロハンター（1981年、NTV / セントラル・アーツ）
  - 第13話「北北西に向かって走れ」
  - 第22話「闇からの狙撃」
- 水戸黄門（TBS / C.A.L）
  - 第11部 第25話「胸に悲願の裏切り者 -佐倉-」（1981年2月2日） - 高木
  - 第12部 第9話「闇に閃く白頭巾 -膳所-」（1981年10月26日） - 佐橋小三郎
  - 第15部 第1話「謎の美剣士 隠密旅 -高松-」（1985年1月28日） - 笠井孫六
- ザ・ハングマンシリーズ（ABC）
  - ザ・ハングマン 第20話「恐怖の水中逆さ吊り」（1981年） - 清里誠一
  - ザ・ハングマンII 第1話「処刑人復活 裏で吊して表にさらせ」（1982年） - 佐竹（甲板員）
- 12時間超ワイドドラマ / 竜馬がゆく（1982年、TX）
- 私鉄沿線97分署 第31話「着任! パワフルコンビ!!」（1985年、ANB） - 田所シンジ
- 暴れん坊将軍II（ANB / 東映）
  - 第113話「古き女房に花束を!」（1985年） - 西川
  - 第158話「庭番慕情、禁じられた恋の笛!」（1986年） - 笹井
- 誇りの報酬 第4話「飛騨高山の乱れからくり」（1985年、NTV / 東宝）  - オガタ
- あぶない刑事シリーズ（NTV / セントラル・アーツ） - 若原友行（港署交通課巡査）
  - あぶない刑事（1986年 - 1987年）
  - もっとあぶない刑事（1988年 - 1989年）
- 女ふたり捜査官 第8話「狙われた新人類女子大生」（1986年、ABC / テレパック）
- あきれた刑事 第16話（1987年、NTV / セントラル・アーツ） - 六本木署刑事
- 銭形平次 第1話「刑場の花嫁」（1987年、NTV / ユニオン映画） - 幾松
- 刑事貴族 第1話「その時、狼がめざめた」（1989年、NTV）
- 勝手にしやがれヘイ!ブラザー（1989年 - 1990年、NTV / セントラル・アーツ） - 港署捜査課刑事

### 映画
- 地球攻撃命令 ゴジラ対ガイガン（1972年、東宝） - 配下の男
- 怪獣大奮戦 ダイゴロウ対ゴリアス（1972年、東宝） - ゴリアス（スーツアクター）
- 鐵超人（1975年、長弓電影公司）[注釈 1]
- (秘)ハネムーン 暴行列車（1977年、日活）
- 20歳の性白書 のけぞる（1978年、日活）
- 淫絶海女 うずく（1978年、日活）
- 暴る!（1978年、日活）
- 皮ジャン反抗族（1978年、東映） - 正一
- 蘇える金狼（[1979年、東映） - 富田
- 野獣死すべし（1980年、東映） - 外務省官僚 平井
- クライマックス 犯される花嫁（1980年、にっかつ）
- 薔薇の標的　(1980年、東映)
- 死亡の塔（1981年、東宝東和） - シャーマン・ラン ※香港映画
- 涅槃の人（1983年、ENKプロ）
- 18才性熱白書 私の好きな先生（1985年、にっかつ）
- 処女のはらわた（1986年、にっかつ）
- あぶない刑事シリーズ（東映） - 港署交通課・若原巡査
  - あぶない刑事（1987年）
  - またまたあぶない刑事（1988年）
  - もっともあぶない刑事（1989年）

### オリジナルビデオ
- 狙撃 THE SHOOTIST（1989年、東映Vシネマ）
- 汚れし者の伝説（1991年、日本ビデオ映画）